# Abdelkader Ouaraghli
Abdelkader Ouaraghli (en arabe : عبد القادر الورياغلي), né en 1943 à l'époque au Maroc français, est un footballeur international marocain, qui évoluait au poste de gardien de but.

## Biographie

### Carrière en sélection
Avec l'équipe du Maroc, il figure notamment dans le groupe des sélectionnés lors de la Coupe du monde de 1970. Lors du mondial organisé au Mexique, il ne joue aucun match.